# Istituto tecnico commerciale Antonio Genovesi
L'Istituto tecnico commerciale Antonio Genovesi è una scuola statale secondaria di secondo grado, di tipo tecnico e professionale di Roma, facente parte dell'Istituto d'Istruzione Superiore Salvini 24. È nato nel 1972 quando la Provincia di Roma acquista l'edificio in Via Tommaso Salvini 24, nel quartiere Parioli, dove attualmente risiede ed è in coabitazione con il Liceo scientifico "Manfredi Azzarita". La sede succursale in Via Caposile 1 è invece in coabitazione con l'I.T.G. “G. Valadier” e l'I.P.S.C.T. “F.Ferrara”.

## Storia
Il plesso scolastico, progettato dall'architetto Tullio Passarelli, risale al 1925. Fino al 1972 ha ospitato l'istituto delle Suore dei Sacri Cuori e dell’Adorazione e negli anni settanta è stato acquistato dalla provincia di Roma, che lo aveva assegnato all'istituto tecnico commerciale "Antonio Genovesi" di via Venezuela, nel vicino Villaggio Olimpico, che venne successivamente acquisita dal "liceo Azzarita". alle classi della succursale di via Bezzecca del liceo scientifico statale "Augusto Righi", divenuta in seguito autonoma come liceo scientifico "Manfredi Azzarita".
A seguito del piano di dimensionamento scolastico 1999/2000 varato dal ministro dell'istruzione Luigi Berlinguer del secondo governo D'Alema, l'ITC Genovesi che aveva accorpato l'ITC Cattaneo e l'ITG Mattei, fonda l'Istituto d'Istruzione Superiore “Via Salvini 24" accogliendo fra le sue file anche l'ITAS "Angelo Celli" di Via Novara.
A seguito di un crescente numero di iscrizioni di entrambe le scuole, il 1º settembre 2003 il liceo "Azzarita" si separa dal "Lucrezio Caro" e si unisce all'Istituto d'Istruzione Superiore Salvini 24.
Nel gennaio 2014 l'Istituto tecnico commerciale "Maffeo Pantaleoni" viene accorpato all'ITC Genovesi.

## Indirizzi di studio
- Informatica e Telecomunicazioni (Sede Via Salvini)
- Amministrazione, Finanza e Marketing (Sede Via Caposile)

## Collegamenti
È raggiungibile dalle stazioni: Acqua Acetosa e Campi Sportivi. (Sede Via Salvini)
 È raggiungibile dalla stazione: Lepanto (Sede Via Caposile)